# Noite

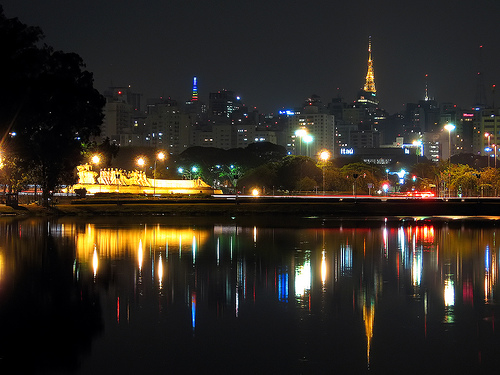
Noite no Parque do Ibirapuera, zona sul da cidade de São Paulo

Noite é o período ocorrido durante a rotação da Terra em que não é recebida a luz do dia, ou seja, aquela determinada região encontra-se na parte escura do planeta, é o período do dia compreendido entre o anoitecer e o amanhecer, situando-se entre a tarde e a manhã. Seu período de duração varia consoante a estação do ano e o local da Terra onde se encontra: é maior no inverno e menor no verão; maior nos pólos, menor nos trópicos. A noite também pode ser somente o período do dia que vai do anoitecer até a meia-noite, situando-se entre a tarde e a madrugada.